# Ommatius fimbrillus
Ommatius fimbrillus är en tvåvingeart som beskrevs av Scarbrough 2000. Ommatius fimbrillus ingår i släktet Ommatius och familjen rovflugor. Inga underarter finns listade i Catalogue of Life.